# Louis François Desclozeaux
Louis François Pierre Renard Desclozaux est un homme politique français, né le 27 août 1759 à Courville-sur-Eure (Eure-et-Loir) et mort le 1er janvier 1835 à Paris.

## Biographie
Commissaire près les tribunaux du département de Seine-et-Oise, il est élu député au Conseil des Cinq-Cents le 27 germinal an VI. Partisan du coup d'État du 18 Brumaire, il devient conseiller à la cour d'appel de Paris. Il est destitué sous la Seconde Restauration.
Il est inhumé au cimetière du Montparnasse (division 1).

## Sources
- « Louis François Desclozeaux », dans Adolphe Robert et Gaston Cougny, Dictionnaire des parlementaires français, Edgar Bourloton, 1889-1891 [détail de l’édition]